# گیجان (قفقاز)
گیجان (به ترکی آذربایجانی: Gican) یک منطقهٔ مسکونی در جمهوری آذربایجان است که در شهرستان قوسار واقع شده‌است. گیجان ۵۱۷ نفر جمعیت دارد.